# Endometrium

Zmiany grubości endometrium podczas cyklu miesięcznego

Endometrium, wyścielisko – błona śluzowa macicy ssaków, pokryta nabłonkiem walcowatym. Jest wrażliwa na hormony steroidowe, w szczególności na estrogeny i gestageny, w związku z czym zmienia się wraz z cyklem miesięcznym.
U dziewcząt przed okresem dojrzewania endometrium ma grubość od 0,3 do 0,5 mm. U kobiet miesiączkujących w okresie okołoowulacyjnym przeciętnie jest to 7–9 mm, a w drugiej fazie cyklu do 15 mm (za nieprawidłową grubość wyścieliska dla kobiet miesiączkujących uznaje się wartość powyżej 15 mm). W okresie pomenopauzalnym u kobiet stosujących hormonalną terapię zastępczą grubość endometrium nie powinna przekraczać 8 mm (5 mm u kobiet jej niestosujących). Po tym okresie jego grubość większa niż 12 mm sugeruje raka trzonu macicy.
W błonie śluzowej można wyróżnić dwie warstwy, które są dobrze widoczne w fazie lutealnej. Są to warstwy podstawna i czynnościowa. Warstwa czynnościowa złuszcza się w końcowej fazie lutealnej cyklu miesiączkowego. Warstwa podstawna stanowi materiał zapasowy, z którego odbudowuje się warstwa czynnościowa na początku cyklu miesięcznego.
W fazie folikularnej podwyższone i narastające stężenie estrogenów powoduje proliferację komórek podścieliska, rozrost cew gruczołowych (w ich komórkach gromadzi się glikogen) i naczyń krwionośnych spiralnych. W tym okresie błona śluzowa kilkakrotnie grubieje i odtwarza się nabłonek gruczołowy wyściełający jamę macicy.
Rozbudowujące się w jajniku ciałko żółte zaczyna wydzielać progesteron i cykl przechodzi w fazę lutealną. Komórki endometrium dojrzewają i tracą zdolności mitotyczne. W szczytowych częściach komórek nadal gromadzi się glikogen. Częściowo jest on wydzielany do cew gruczołowych. Cewy rozszerzają się i przyjmują kształt gwiazdkowaty oraz zwijają się spiralnie. Naczynia spiralne układają się wzdłuż cew, obficie je unaczyniając. Komórki podścieliska są w tym okresie tzw. komórkami doczesnowymi miesiączkowymi. Ulegają one przekształceniu i pojawiają się w nich enzymy proteolityczne, glikogen i lipidy. Zewnętrzna warstwa zawiera komórki doczesnowe i nabłonek pokrywający, które razem stanowią warstwę zbitą. Głębiej znajdują się rozbudowane cewy gruczołowe, czyli warstwa gąbczasta.
Jeżeli dojdzie do zapłodnienia, pod wpływem progesteronu z ciałka żółtego nastąpi dalszy rozwój endometrium i przekształcenie go w błonę doczesną ciążową, z warstwą zbitą i gąbczastą, bogatą w substancje odżywcze i mającą odżywiać zarodek przed jego pełnym zagnieżdżeniem (implantacją). W przeciwnym wypadku dochodzi do ustania działania ciałka żółtego i wydzielania progesteronu, następuje krótkotrwałe niedokrwienie, po czym rozszerzenie naczyń włosowatych, które wypełniają się krwią i pękają; część czynnościowa błony śluzowej ulega złuszczeniu.